# Uroš Pavlovčič
Uroš Pavlovčič (* 20. Februar 1972 in Jesenice, SFR Jugoslawien) ist ein ehemaliger slowenischer Skirennläufer. Er nahm an den Olympischen Winterspielen 2002 in Salt Lake City teil und erreichte einen Podestplatz im Weltcup. Er war auf die technischen Disziplinen Riesenslalom und Slalom spezialisiert.

## Biografie
Uroš Pavlovčič war ab 1987 im jugoslawischen bzw. slowenischen Nationalkader. Im November 1994 trat er erstmals im Nor-Am Cup an. Zwischen 1995 und 1999 studierte er am Sierra Nevada College und maß sich in internen Wettkämpfen mit Mitgliedern des US-Ski-Teams. 1997 gewann er im Rahmen der Winter-Universiade im koreanischen Muju die Goldmedaille im Riesenslalom und Bronze im Slalom. Zwei Jahre später musste er sich beim Gewinn der Silbermedaille in seiner Paradedisziplin dem späteren Olympiasieger Jean-Pierre Vidal geschlagen geben. Außerdem siegte er 1999 bei den US-Meisterschaften im Riesenslalom und gewann in seiner Zeit als Student vier Rennen im Nor-Am Cup sowie zahlreiche Collegebewerbe.
Am 31. Oktober 1999 gab Pavlovčič im Riesenslalom von Sölden sein Weltcup-Debüt und gewann als 29. auf Anhieb Punkte. Im selben Winter erreichte er noch vier weitere Platzierungen in den Punkterängen, darunter einen siebenten Platz im Slalom am Chuenisbärgli, der sein bestes Resultat in dieser Disziplin blieb. Daneben startete er vor allem im Europacup. In der nächsten Weltcup-Saison qualifizierte er sich mit mehreren Top-20-Platzierungen für die Weltmeisterschaften 2001 in St. Anton, wo er Rang 21 im Riesenslalom belegte. Am 20. Dezember 2001 schaffte er beim Heimrennen in Kranjska Gora als Dritter hinter Fredrik Nyberg und Benjamin Raich seinen einzigen Weltcup-Podestplatz. Bei den Olympischen Spielen in Park City schied er im zweiten Durchgang des Riesenslaloms aus. Im Winter 2002/03 gelangen ihm in Alta Badia und Kranjska Gora noch zwei Top-10-Platzierungen. Ab Januar 2003 bestritt er ausschließlich FIS-Rennen in den USA, womit er gut zwei Jahre später aufhörte.
Nach seiner Weltcup-Karriere begann Pavlovčič 2003 als NCAA-Trainer an der Boise State University. Seit 2006 ist er als Trainer im Buck Hill Ski Racing Club in Minnesota tätig. Daneben betreibt er seit 2004 eigene Ski-Sommercamps in Saas-Fee.

## Erfolge

### Weltmeisterschaften
- St. Anton 2001: 21. Riesenslalom

### Weltcup
- 4 Platzierungen unter den besten zehn, davon 1 Podestplatz

### Weltcupwertungen
| Saison  | Gesamt | Gesamt | Riesenslalom | Riesenslalom | Slalom | Slalom |
| Saison  | Platz  | Punkte | Platz        | Punkte       | Platz  | Punkte |
| ------- | ------ | ------ | ------------ | ------------ | ------ | ------ |
| 1999/00 | 80.    | 62     | 46.          | 10           | 40.    | 52     |
| 2000/01 | 56.    | 99     | 36.          | 37           | 27.    | 62     |
| 2001/02 | 57.    | 106    | 18.          | 106          | –      | –      |
| 2002/03 | 64.    | 99     | 22.          | 99           | –      | –      |

### Nor-Am Cup
- Saison 1998/99: 5. Gesamtwertung, 2. Slalomwertung, 4. Riesenslalomwertung
- 12 Podestplätze, davon 4 Siege:

| Datum             | Ort            | Land   | Disziplin    |
| ----------------- | -------------- | ------ | ------------ |
| 3. April 1996     | Mount Bachelor | USA    | Slalom       |
| 17. Dezember 1996 | Sunday River   | USA    | Riesenslalom |
| 5. März 1998      | Collingwood    | Kanada | Slalom       |
| 3. April 1999     | Mount Bachelor | USA    | Slalom       |

### Weitere Erfolge
- Gold im Riesenslalom und Bronze im Slalom bei der Winter-Universiade 1997
- Silber bei der Winter-Universiade 1999 im Riesenslalom
- Sieg bei den isländischen Meisterschaften im Slalom 1995
- Sieg bei den US-Meisterschaften im Riesenslalom 1999
- 1 Sieg im Australia New Zealand Cup
- 1 Podestplatz im Far East Cup
- 33 Siege in FIS-Rennen